# История Мемфиса

Вид с высоты птичьего полета на Мемфис в 1870 году.

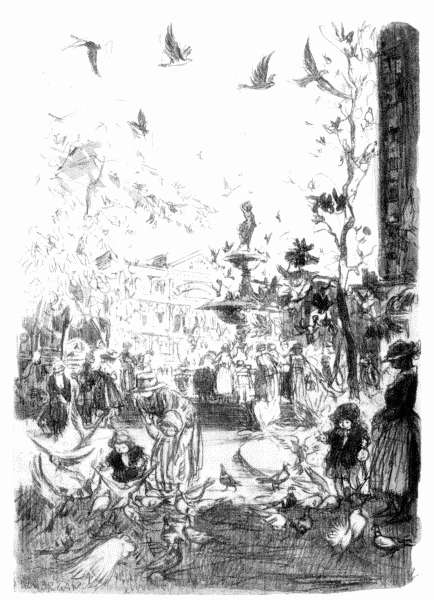
Корт-сквер в Мемфисе (ок. 1917)

Первыми известными науке поселенцами на территории современного теннессийского Мемфиса были индейцы миссисипской культуры, позднее здесь обосновался народ чикасо. Испанский конкистадор Эрнандо де Сото (англ. Hernando de Soto), а после него — французский путешественник Рене Робер Кавелье де Ла Саль (фр. René-Robert Cavelier de La Salle), прошедший от истоков до устья всю Миссисипи, были первыми европейцами, исследовавшими территорию нынешнего Мемфиса.
Современный город Мемфис был основан гражданами США в 1819 году и наречён в честь древней столицы Египта, располагавшейся на берегу Нила. К началу XX века теннессийский Мемфис сделался крупнейшим в мире рынком хлопка и древесины. В 1960-х годах город испытывал большие проблемы в области гражданских прав, проводились забастовки, люди теряли рабочие места. 4 апреля 1968 года в мотеле «Lorraine» был убит Мартин Лютер Кинг младший (англ. Martin Luther King, Jr.).
Множество известных блюзовых музыкантов работало и выросло в Мемфисе. Среди них выделяются Мадди Уотерс, Роберт Джонсон, Би Би Кинг, Хаулин Вулф и Айзек Хейз.

## Ранняя история

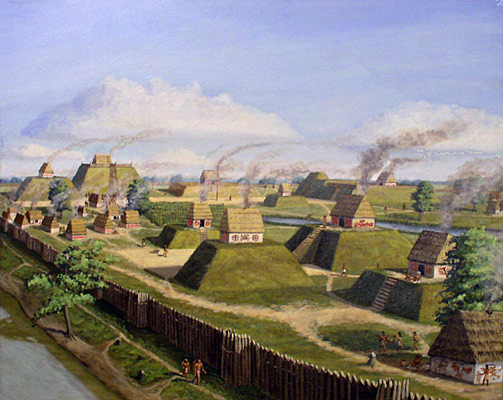
Реконструкция поселения миссисипской культуры на Кинкейдских холмах

Примерно с 10 000 до н. э. на территории современных южных штатов США обитали палеоиндейцы: архаичные индейские культуры, сообщества охотников и собирателей. Примерно с IX по XVI века долину реки Миссисипи населяли племена т. н. Миссисипской культуры, относившиеся к более крупной генерации «строителей курганов», развившейся в поздний Вудлендский период. Археологическая фаза Типтона — ближайший к Мемфису памятник Миссисипской культуры. Она соответствует территориям современных округов Типтон, Лодердейл и Шелби, её жители стали первыми, кто контактировал в этом регионе с европейцами, а именно с экспедицией Эрнандо де Сото. К концу Миссисипской культуры территория современного Мемфиса был заселена народом чикасо. Точное происхождение чикасо доселе остаётся неизвестным. Историк Горацио Кашмен отмечает, что чикасо, вместе с народом чокто, вполне могли мигрировать с территории современной Мексики на северо-восток, в долину реки Миссисипи.

## Европейские исследователи XVI—XVII веков
Предположительно первыми европейцами, посетившими территорию нынешнего Мемфиса, были участники экспедиции испанского конкистадора, кубинского губернатора Эрнандо де Сото.

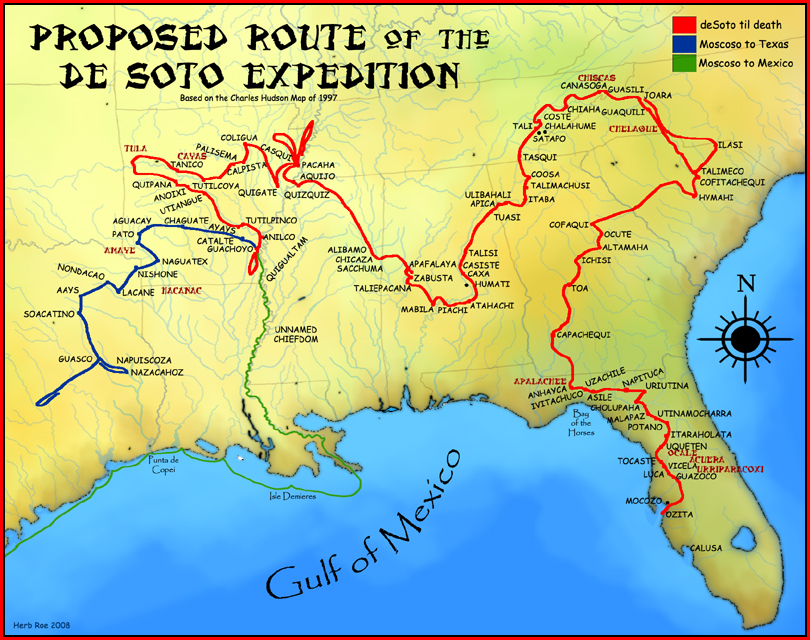
Предполагаемый маршрут экспедиции Эрнандо де Сото, основанный на карте Чарльза М. Гудзона 1997 года.

В 1680-е годы французские исследователи во главе с Рене Кавелье де Ла Салем возвели здесь форт Прюдомм, который стал первым европейским поселением в окрестностях нынешнего Мемфиса, предшествовавшим английским поселениям в Восточном Теннесси более чем на 70 лет. Форт Ассампшен был французской крепостью, построенной в 1739 году на четвёртом Утёсе чикасо, на берегу реки Миссисипи, армией Жана-Батиста Ле-Мона де Бенвиля. Форт использовался в качестве базы против чикасо, в ходе неудачной для французов кампании 1739 года.
Несмотря на раннее появление этих укреплений, окрестности современного Мемфиса оставались плохо освоенной территорией на протяжении всего XVIII века; в то время границы нынешнего штата Теннесси определялись рубежами провинции Каролина — позднее штатов Северная и Южная Каролина. В 1796 году окрестности нынешнего Мемфиса стали западными границами новообразованного штата Теннесси. Однако Западный Теннесси в то время оставался под контролем индейского народа чикасо.

## XIX век

### Основание и расцвет Мемфиса

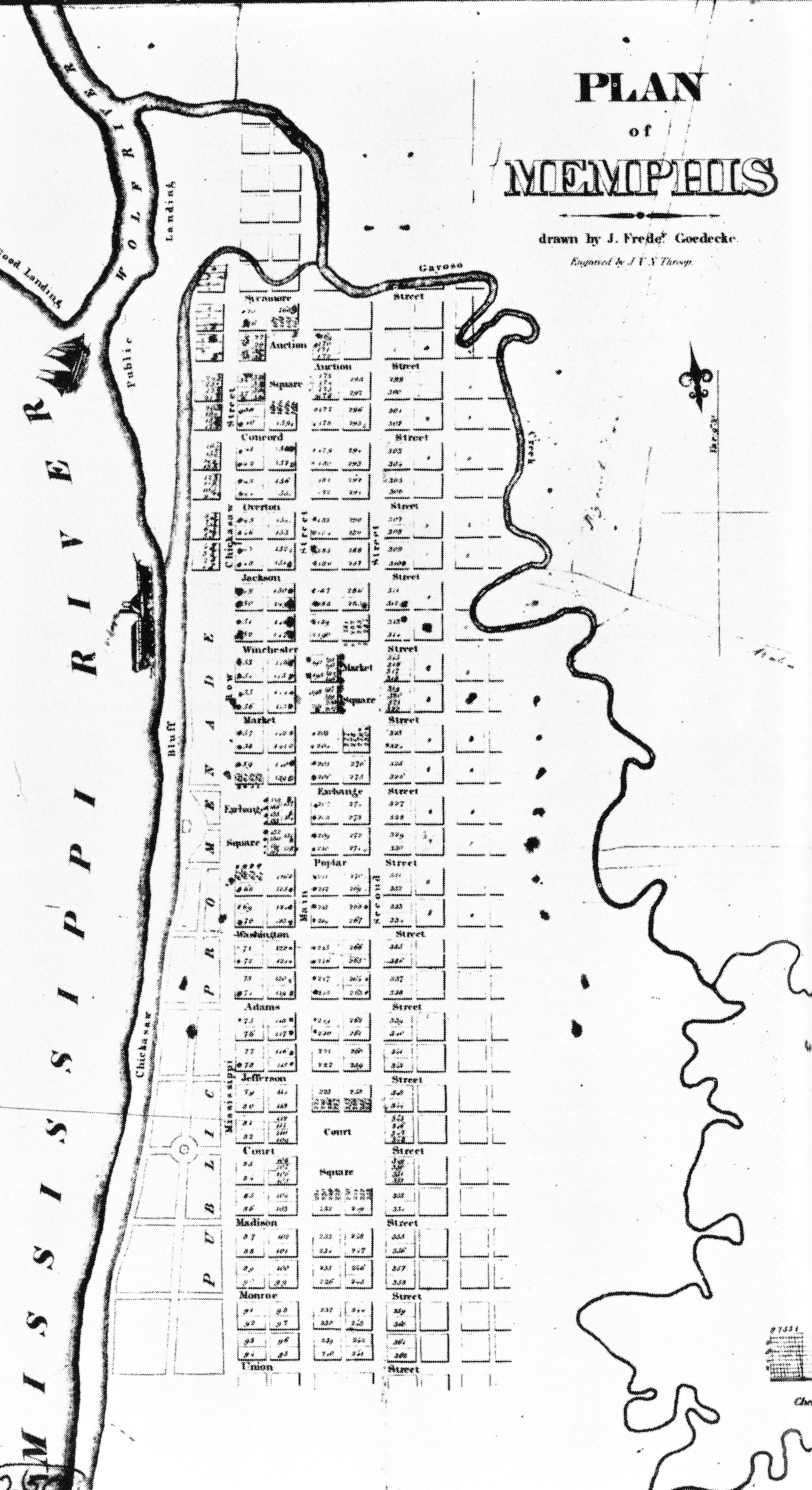
The original plan for Memphis, as surveyed in 1819.

Регион Западного Теннесси стал доступен для белых поселенцев после заключения федеральным правительством договора с нацией чикасо (1818 год) Jackson Purchase. Мемфис был основан 22 мая 1819 г. компаньонами Джоном Овертоном, Джеймсом Винчестером и будущим президентом Эндрю Джексоном, и получил городской статус в 1826 году. Этот типично американский город был наречён в честь древней столицы Египта, располагавшейся на берегу великой реки Нил. Основатели видели Мемфис крупным центром с регулярной планировкой, широкими улицами и четырьмя площадями. Последние получили имена Биржевой (Exchange), Торговой (Market), Аукционной (Auction) и Площади Суда (Court). Из этих площадей Торговая, Аукционная и Площадь Суда ныне представляют собой общественные парки Нижнего Мемфиса, а на Биржевой площади построен Центр Кука (Cook Convention Center). Мемфис развился в оживлённый транспортный узел, а благодаря хлопку приобрёл важное торговое значение.
Через Мемфис пролегла знаменитая Дорога слёз. Когда «цивилизованных индейцев» депортировали из юго-восточных штатов на вновь учреждённую Индейскую территорию (будущий штат Оклахома). В 1831 г. Алексис де Токвиль был свидетелем того, как «многочисленный отряд чокто» переправлялся через Миссисипи в черте Мемфиса.
В Мемфисе торговали не только хлопком, но и людьми, чьим трудом возделывался хлопок. Главный рынок негров-рабов организовался именно здесь. Вплоть до 1865 года каждый четвёртый житель Мемфиса был рабом. Здесь же, в доме Джейкоба Баркла (Jacob Burkle) располагалась и первая «станция» Подземной железной дороги, по которой беглые рабы уходили в Северные штаты.
В 1849 г. американский морской офицер и океанограф Мэтью Мори выступил с идеей трансконтинентальной ж. д., долженствующей соединить Восточные штаты с Калифорнией. В качестве начальной станции Мори предложил Мемфис, с тем, чтоб дорога прошла через Техас и сообщению не угрожали снежные заносы. Кроме того, ж. д. магистраль, проходящая через Техас, содействовала бы развитию торговли Северных и Восточных штатов с Мексикой. В связи с железнодорожным проектом, Мори предложил построить в Мемфисе верфь для развития миссисипского судоходства. Предложение не было реализовано — и поздней, когда Мэтью Мори стал конфедератом, ему пришлось заказывать корабли для ВМС КША в Европе.
В 1857 г. железная дорога (Memphis & Charleston Railroad) соединила теннессийский Мемфис с побережьем Атлантики.
В июне 1861 г. штат Теннеси вышел из США и присоединился к мятежной Конфедерации. Мемфис стал одним из оборонительных узлов КША. 6 июня 1862 г. экспедиционный корпус янки, спустившийся вниз по Миссисипи, захватил Мемфис в ходе Мемфисской битвы (Battle of Memphis).
В 1870 году по городу распространилась жёлтая лихорадка, уничтожившая большое количество жителей. В 1878 количество жителей уменьшилось на 75 %. Город был почти разрушен.

## XX век
К 1950-м годам Мемфис стал крупнейшим в США хлопковым рынком (свыше 40 % оборота).
4 апреля 1968 года в мотеле «Lorraine» был убит Мартин Лютер Кинг младший (англ. Martin Luther King, Jr.).
С 1992 года Международный аэропорт Мемфиса является самым загруженным грузовым аэропортом в Северной Америке. Именно в Мемфисе базируется транснациональный логистический гигант — компания FedEx.